# Фахрие-султан
Фахрие́-султа́н (тур. Fahriye Sultan); ок. 1590, Стамбул — после 1641) — дочь османского султана Мурада III от неизвестной наложницы.

## Биография
Фахрие родилась в Стамбуле в период между 1590 и 1594 годом в семье османского султана Мурада III; кто был матерью Фахрие неизвестно. По некоторым данным, у Фахрие было более пятидесяти братьев и сестёр, многие из которых скончались в младенчестве или детстве; при этом неизвестно, были ли у Фахрие полнородные братья и сёстры.
В 1595 году умер отец Фахрие и на трон взошёл старший из её братьев, Мехмед III. Помимо Мехмеда, к тому моменту в живых оставались ещё девятнадцать сыновей Мурада III и все они были казнены новым султаном. С восшествием на трон Мехмеда все наложницы покойного султана, за исключением новой валиде — Сафие-султан, были высланы в Старый дворец. Среди высланных наложниц оказалась и мать Фахрие; сама Фахрие по традиции также была перевезена в Старый дворец, где оставалась вплоть до своего замужества в 1604 году. Сафие-султан не интересовалась дочерьми супруга от других наложниц, а самых политически выгодных деятелей женила на своих родных дочерях.
В 1603 году умер султан Мехмед III, и на троне оказался его тринадцатилетний сын Ахмед I; в то же время в гареме к власти пришла мать Ахмеда I Хандан-султан. Ахмед ограничил политическое влияние матери, поэтому Хандан интенсивно занималась делами гарема. По её инициативе
тёткам Ахмеда были подобраны мужья; так, в 1604 году Фахрие вышла замуж за губернатора Мосула Чухадара Ахмеда-пашу. Брак Фахрие оставался бездетным, а сам паша умер в 1618 году.
Смерть Ахмеда-паши пришлась на смутное время: после смерти Ахмеда I в 1617 году к власти пришёл его слабоумный брат Мустафа I, однако он был свергнут три месяца спустя; у власти оказался сын Ахмеда I Осман II. В правление Османа Фахрие проживала в султанском дворце и получала жалование как член династии; кроме того, известно о планировании брака Фахрие с одним из пашей, который так и не состоялся. Осман II был свергнут и убит в 1622 году, а к власти вновь пришёл Мустафа I, за которого правила мать Халиме-султан и великие визири. В 1623 году Мустафа был свергнут, и к власти пришёл другой сын Ахмеда I — Мурад IV. Новая валиде Кёсем-султан озаботилась судьбой незамужних дочерей султанов, и Фахрие вновь вышла замуж, однако о том, когда именно состоялась свадьба и кто стал её мужем, данных нет. Дальнейшая судьба Фахрие неизвестна: последний раз в гаремных документах она упоминается в 1641 году, однако существует предположение, что умерла она в 1656 году.

## В культуре
В первом сезоне турецкого историко-драматического телесериала «Великолепный век: Кёсем Султан» роль Фахрие исполнила Гюльджан Арслан.